# Hàng không năm 1930
Đây là danh sách các sự kiện hàng không nổi bật xảy ra trong năm 1930:

## Các sự kiện
- Câu lạc bộ hàng không Surrey khai mạc các chuyến bay giải trí từ Cuộc đua Gatwick (bay giờ là Sân bay Gatwick London).
- Khí cầu của Đức, chiếcLZ 127 Graf Zeppelin thực hiện chuyến bay đầu tiên xuyên qua Nam Đại Tây Dương.

### Tháng 1
- 25 tháng 1 - American Airways được thành lập.

### Tháng 3
- 21 tháng 3 - Quân đội và hải quân Chile sáp nhập những máy bay quân sự của họ vào một đơn vị độc lập, có bộ tư lệnh độc lập.

### Tháng 5
- 5 tháng 5-24 - Amy Johnson bay từ Croydon, Anh, đến Darwin, Australia trên một chiếc de Havilland Gipsy Moth
- 15 tháng 5 - Ellen Church trở thành tiếp viên hàng không đầu tiên trên thế giới, làm việc cho Boeing Air Transport

### Tháng 6
- 4 tháng 6 - Trung úy Apollo Soucek lập một kỷ lục về độ cao của thủy phi cơ, đạt 43.166 ft (13.157 m) trên một chiếc F3W Apache

### Tháng 7
- 16 tháng 7 - 8 tháng 7\8 - Cuộc đua máy bay du lịch quốc tế lần thứ 2, Challenge 1930 tổ chức tại Berlin, Fritz Morzik lại tiếp tục vô địch trên một chiếc BFW M.23.
- 19 tháng 7 - Frank Goldsborough chết trong một va chạm máy bay ở Vermont.
- 20 tháng 7 - 1 tháng 7 - Quãng đường đua dài 7.560 km vòng quanh châu Âu của cuộ đua Challenge 1930.
- 29 tháng 7 - British airship R.100 thực hiện chuyến bay thử nghiệm đến Montreal và quay trở lại.

### Tháng 8
- 8 tháng 8 - Cuộc đua Challenge 1930 kết thúc, Fritz Morzik là người chiến thắng.
- 25 tháng 8 - Eddie August Schneider lập một kỷ lục về độ tuổi thực hiện chuyến bay xuyên lục địa và tốc độ chuyến bay. Anh ta bay từ Westfield, New Jersey vào 14 tháng 8 năm 1930 và đến Los Angeles, California trong 4 ngày, trong thời gian bay là 29 giờ 55 phút. Anh nhanh hơn kỷ lục cũ 4 giờ 22 phút.

### Tháng 10
- 5 tháng 10 - British airship R.101 va chạm ở Pháp trong khi đang trên đường đến Ấn Độ. 47 người chết.
- 25 tháng 10 - TWA ("Transcontinental and Western Air") bắt đầu các chuyến bay vận chuyển hành khách giữa New York và Los Angeles.

## Chuyến bay đầu tiên
- RWD-4 (mùa xuân)

### Tháng 4
- RWD-3
- 29 tháng 4 - Polikarpov I-5

### Tháng 5
- 6 tháng 5 - Boeing Monomail

### Tháng 6
- 12 tháng 6 - Handley Page Heyford

### Tháng 9
- 12 tháng 9 - Taylor E-2
- 24 tháng 9 - Short Rangoon

### Tháng 10
- 5 tháng 10 - Junkers Ju 52
- PZL P.7

### Tháng 11
- 14 tháng 11 - Handley Page HP.42
- 18 tháng 11 - Boeing XP-9
- 25 tháng 11 - Fairey Hendon

### Tháng 12
- 22 tháng 12 - Tupolev ANT-6